# Lost Continent
Lost Continent ist eine Science-Fiction-Kurzgeschichte des australischen Schriftstellers Greg Egan, zuerst veröffentlicht in The Starry Rift bearbeitet von Jonathan Strahan im April 2008. Die Kurzgeschichte erschien ebenfalls in den Sammlungen Crystal Nights and Other Stories im Jahr 2009 und Oceanic im Jahr 2009.

## Handlung
Ali und seine Freunde sind Zeitreisende, die auf einem neuen Kontinent nach Asyl suchen. Doch die Bürokratie behandelt sie mehr wie Nummern als Menschen und schließt sie sogar während ihres Interviews in Camps ein, was nach anderen Geflüchteten viele Monate dauern kann. Niemand weiß, wann das eigene Interview endlich stattfinden wird und selbst danach folgt nur der Aufstieg vom ersten zum zweiten Schritt des Bewerbungsprozesses. Nach einigen Monaten im Camp kommt eine Gruppe an Aktivisten für eine Demonstration, welche zwar gewaltätig von der Polizei aufgelöst wird, aber trotzdem ihre Nachricht ins Camp bringen kann: Wenn sie ihre Nummern den Aktivisten geben, werden sie Briefe von ihnen erhalten. Ali und seine Freunde schreiben ihre Nummern, alles was sie für die Autoritäten des Camps sind, auf ein Papier und werfen es gebunden an einen Stein über den Zaun, wo es von einem anschließend zurückwinkenden Aktivisten aufgesammelt wird. Nun da ihnen endlich eine Behandlung wie Menschen bevorsteht, finden Ali und seine Freunde trotz des totalen Chaos um sie herum wieder etwas Hoffnung.

## Hintergrund
In den 2000ern hat sich Greg Egan einige Jahre lang für die Rechte von Flüchtenden eingesetzt, insbesondere das Ende ihrer Inhaftierung. In einem Interview mit David Conyers für Virtual Worlds and Imagined Futures im Jahr 2009 nannte Greg Egan die persönliche Sichtung der Behandlungen eine augenöffnende Erfahrung („eye-opening experience to see people mistreated in that way“) und sagte, dass Lost Continent eine Allegorie auf die ganze Erfahrung sei, um Ärger loszuwerden und weitermachen zu können („an allegory of the whole thing, just to get some of the anger out of my system and move on“). Greg Egan schrieb weiter über seine Erfahrungen und persönlichen Verbindungen zu Flüchtenden in The Razor-Wire Looking Glass im November 2003 nach seiner fünften Reise in die Flüchtendenheime in Port Hedland:
Of eight Afghanis I know who’ve gone back, unable to bear detention any longer, six found the situation so perilous that they had to flee again. People returning to other countries have been arrested at the airport and imprisoned without charge or trial. In at least three cases documented by church groups, rejected asylum seekers returning from Australia have been murdered. That’s the choice we’re offering people: be delivered into the hands of your enemy, or stay here and rot in prison. [....] At the less subtle end of the spectrum, I know an Afghani man who was told, “Yes, the Taliban killed your father and your brother, so your father and your brother would have deserved visas, but you’re safe here in front of me now, so how can you say you were in danger?” It’s hard to imagine a more brutal catch-22. I also know people who’ve been told, “Your life would be in danger if you returned, but not for a reason covered by the refugee convention, so we don’t owe you any kind of protection.”

## Kritik
Publisher Weekly schreibt, dass Greg Egan trotz seines entscheidenden Reduktionismus doch Platz für die moralischen Folges des Umgangs mit Flüchtenden macht („steadfastly reductionist, Egan nevertheless makes room for the moral implications of the treatment of refugees“).
Paul Kincaid schreibt in Strange Horizons, dass die Kurzgeschichte zwar eine zu Herzen gehende Beschwerde über den heutigen Umgang mit Flüchtenden ist, doch das Zeitreiseelementletztendlich vollkommen irrelevant ist („is a heartfelt complaint about the way we treat refugees today, although the time travel element in the story is almost completely irrelevant“).
Greg Johnson schreibt auf der SF Site, dass die Vermischung der heutigen Realität und der Nutzung imaginärer Science-Fiction-Elemente charakteristisch sei („mix of here today reality and the imaginative use of science fictional elements is characteristic“).